# Shorttrack op de Olympische Jeugdwinterspelen 2012

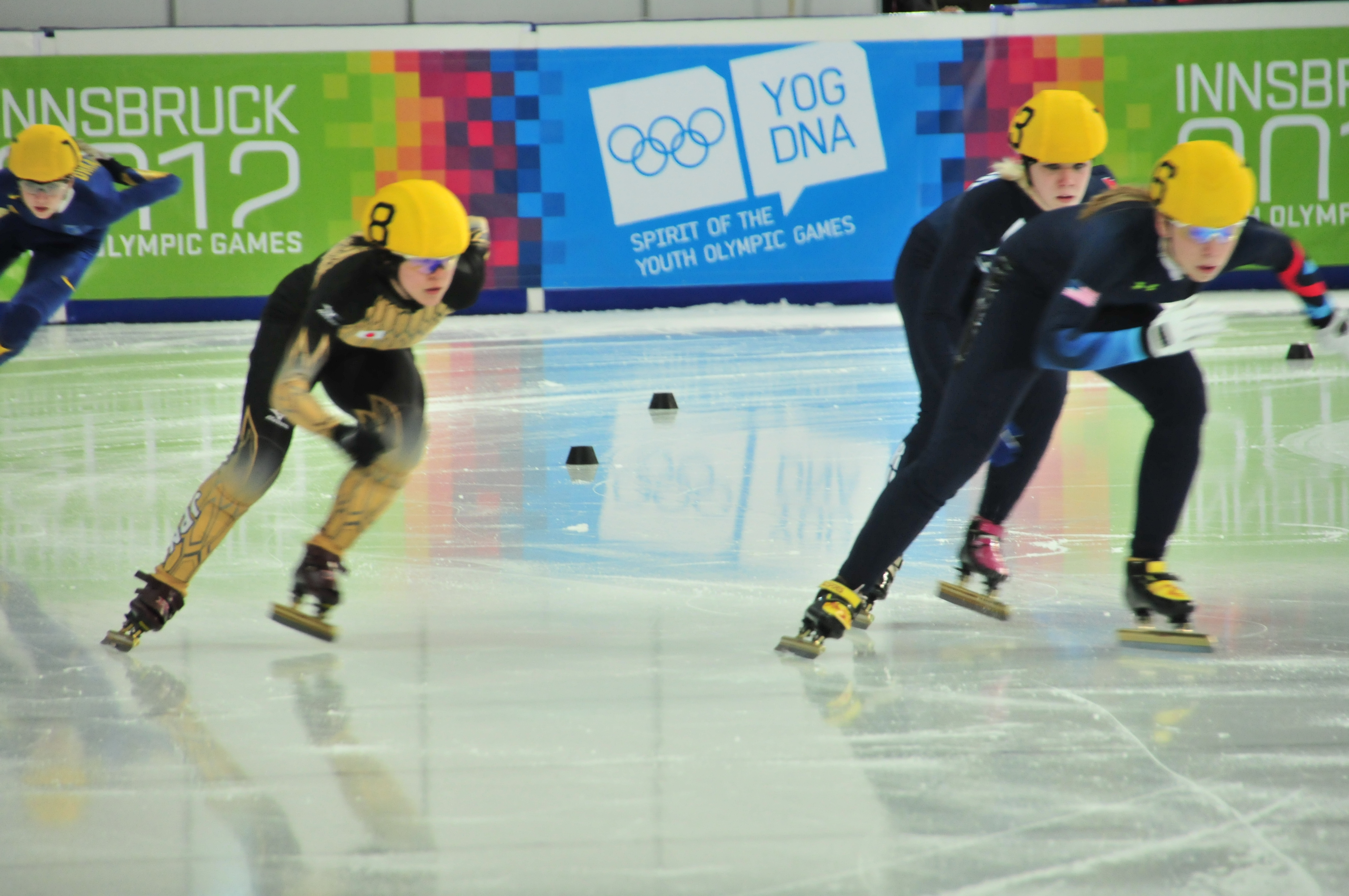
Shorttrack op de Olympische Jeugdwinterspelen 2012. V.l.n.r. Sarah Warren (USA), Anna Gamorina (RUS) en Sumire Kikuchi (JP)

Shorttrack is een van de olympische sporten die beoefend werden tijdens de Olympische Jeugdwinterspelen 2012 in Innsbruck. De wedstrijden werden van 14 tot en met 21 januari gehouden in het Olympia Eisstadion. Er werden vijf onderdelen georganiseerd, zowel voor de jongens als voor de meisjes de 500 meter en de 1000 meter en daarnaast was er een aflossing voor gemengde landenteams.

## Deelnemers
De deelnemers moesten in 1996 of 1997 geboren zijn. Het maximale aantal deelnemers werd door het IOC op zestien jongens en zestien meisjes vastgesteld. Elk land mocht maximaal twee jongens en twee meisjes inschrijven. De drie beste landen (gecombineerd klassement van de 500 en de 1000 meter) op het WK voor junioren 2011 mochten twee schaatsers inschrijven, het gastland ten minste een. De resterende plaatsen werden ingevuld op basis van diezelfde ranglijst. Indien er nog plaatsen over waren, mocht een vierde land een extra schaatser inschrijven, enzovoorts.

## Medailles
| Onderdeel                | Goud            | Goud                                            | Zilver          | Zilver                                               | Brons           | Brons                                                         |
| ------------------------ | --------------- | ----------------------------------------------- | --------------- | ---------------------------------------------------- | --------------- | ------------------------------------------------------------- |
| 500 meter, jongens       | KOR             | Yoon Su-min                                     | KOR             | Lim Hyo-jun                                          | CHN             | Xu Hongzhi                                                    |
| 1000 meter, jongens      | KOR             | Lim Hyo-jun                                     | KOR             | Yoon Su-min                                          | CHN             | Xu Hongzhi                                                    |
|                          |                 |                                                 |                 |                                                      |                 |                                                               |
| 500 meter, meisjes       | KOR             | Shim Suk-hee                                    | CHN             | Xu Aili                                              | ITA             | Nicole Martinelli                                             |
| 1000 meter, meisjes      | KOR             | Shim Suk-hee                                    | CHN             | Xu Aili                                              | JPN             | Sumire Kikuchi                                                |
|                          |                 |                                                 |                 |                                                      |                 |                                                               |
| Gemengde landenaflossing | CHN GBR CHN KOR | Lu Xiucheng Jack Burrows Xu Aili Park Jung-hyun | CHN GBR CHN UKR | Xu Hongzhi Aydin Djemal Qu Chunyu Mariya Dolgopolova | FRA RUS AUT KOR | Yoann Martinez Denis Ayrapetyan Melanie Brantner Shim Suk-hee |

## Uitslagen

### 500 meter
Beide wedstrijden vonden op 19 januari plaats.
| Jongens |                   |      |               |                  |                 |
| #       | Naam              | Land | Finale        | Halve finale     | Kwartfinale     |
| Goud    | Yoon Su-min       | KOR  | 1.42,417 (A)  | 1.42,468 (A/B2)  | 1.43,310 (KF4)  |
| Zilver  | Lim Hyo-jun       | KOR  | 1.42,482 (A)  | 1.42,911 (A/B1)  | 1.44,291 (KF2)  |
| Brons   | Xu Hongzhi        | CHN  | 1.42,637 (A)  | 1.42,832 (A/B1)  | 1.43,022 (KF1)  |
| 04      | Thomas Insuk Hong | USA  | 1.42,782 (A)  | 1.43,187 (A/B2)  | 1.44,485 (KF3)  |
| 05      | Kei Sato          | JPN  | 1.45,600 (B)  | 1.43,000 (A/B1)  | 1.43,173 (KF1)  |
| 06      | Denis Ayrapetyan  | RUS  | 1.45,902 (B)  | 1.45,026 (A/B2)  | 1.45,836 (KF4)  |
| 07      | Josse Antonissen  | NED  | 1.47,314 (B)  | 1.00,507 (A/B1)  | 1.48,738 (KF2)  |
| 08      | Milan Grugni      | ITA  | 1.49,630 (B)  | 1.46,685 (A/B1)  | 1.05,394 (KF2)  |
| (9)     | Lu Xiucheng       | CHN  | 1.00,00 - (B) | 1.20,806 (A/B2)  | 1.44,504 (KF3)  |
| 10      | Tamas Farkas      | HUN  | 1.46,035 (C)  | 1.45,777 (C/D2)  | 1.46,037 (KF4)  |
| 11      | Yin-Cheng Chang   | TPE  | 1.46,412 (C)  | 1.46,824 (C/D1)  | 1.48,113 (KF3)  |
| 12      | Dominic Andermann | AUT  | 1.50,729 (C)  | 1.47,751 (C/D1)  | 1.48,312 (KF4)  |
| 13      | Aydin Djemal      | GBR  | 1.02,356 (C)  | 1.45,721 (C/D2)  | 1.45,556 (KF3)  |
| (14)    | Michal Prokop     | CZE  | 1.00,000 (D)  | 1.48,148 (C/D2)  | 1.03,050 (KF1)  |
| (15)    | Jack Burrows      | GBR  |               | 1.00,00 - (C/D1) | 1.45,491 (KF1)  |
| (16)    | Yoann Martinez    | FRA  |               |                  | 1.00,00 - (KF2) |

| Meisjes |                    |      |             |                 |                 |
| #       | Naam               | Land | Finale      | Halve finale    | Kwartfinale     |
| Goud    | Shim Suk-hee       | KOR  | 44,122 (A)  | 1.44,444 (A/B1) | 1.44,929 (KF1)  |
| Zilver  | Xu Ali             | CHN  | 44,593 (A)  | 1.45,673 (A/B2) | 1.45,416 (KF4)  |
| Brons   | Nicole Martinelli  | ITA  | 46,594 (A)  | 1.46,679 (A/B2) | 1.46,390 (KF4)  |
| 04      | Sarah Warren       | USA  | 48,273 (B)  | 1.47,033 (A/B2) | 1.48,241 (KF3)  |
| 05      | Sumire Kikuchi     | JPN  | 48,337 (B)  | 1.46,200 (A/B1) | 1.53,823 (KF3)  |
| 06      | Aafke Soet         | NED  | 48,362 (B)  | 1.46,980 (A/B2) | 1.47,770 (KF2)  |
| 07      | Mariya Dolgopolova | UKR  | 50,545 (B)  | 1.16,375 (A/B1) | 1.49,624 (KF3)  |
| (8)     | Qu Chunyu          | CHN  | 00,00 - (A) | 1.45,624 (A/B1) | 1.46,378 (KF2)  |
| (9)     | Anna Gamorina      | RUS  | 00,00 - (B) | 1.07,177 (A/B1) | 1.46,382 (KF1)  |
| 10      | Park Jung-hyun     | KOR  | 46,339 (C)  | 1.46,948 (C/D2) | 1.00,289 (KF3)  |
| 11      | Dariya Goncharova  | KAZ  | 46,802 (C)  | 1.48,300 (C/D1) | 1.46,452 (KF1)  |
| 12      | Timea Toth         | HUN  | 48,743 (C)  | 1.48,725 (C/D2) | 1.48,502 (KF4)  |
| 13      | Yu-Tzu Lin         | TPE  | 49,492 (C)  | 1.48,598 (C/D1) | 1.49,423 (KF1)  |
| 14      | Elisabeth Witt     | GER  | 49,799 (D)  | 1.49,737 (C/D2) | 1.49,788 (KF2)  |
| 15      | Melanie Brantner   | AUT  | 51,150 (D)  | 1.51,375 (C/D1) | 1.53,635 (KF4)  |
| (16)    | Arianna Sighel     | ITA  |             |                 | 1.00,00 - (KF2) |

### 1000 meter
Beide wedstrijden vonden op 18 januari plaats.
| Jongens |                   |      |               |                  |                 |
| #       | Naam              | Land | Finale        | Halve finale     | Kwartfinale     |
| Goud    | Lim Hyo-jun       | KOR  | 1.29,284 (A)  | 1.29,442 (A/B1)  | 1.32,445 (KF3)  |
| Zilver  | Yoon Su-min       | KOR  | 1.29,428 (A)  | 1.31,239 (A/B2)  | 1.31,887 (KF4)  |
| Brons   | Xu Hongzhi        | CHN  | 1.29,576 (A)  | 1.31,377 (A/B2)  | 1.34,610 (KF2)  |
| 04      | Kei Sato          | JPN  | 1.30,142 (A)  | 1.29,689 (A/B1)  | 1.30,502 (KF1)  |
| 05      | Milan Grugni      | ITA  | 1.40,766 (B)  | 1.33,183 (A/B2)  | 1.33,540 (KF4)  |
| 06      | Yoann Martinez    | FRA  | 1.40,840 (B)  | 1.32,564 (A/B2)  | 1.33,762 (KF3)  |
| 07      | Jack Burrows      | GBR  | 1.41,172 (B)  | 1.33,700 (A/B1)  | 1.34,981 (KF2)  |
| (8)     | Thomas Insuk Hong | USA  |               | 9.999 dnf (A/B1) | 1.30,615 (KF1)  |
| 09      | Lu Xiucheng       | CHN  | 1.32,369 (C)  | 1.32,822 (C/D2)  | 1.30,764 (KF1)  |
| 10      | Aydin Djemal      | GBR  | 1.33,689 (C)  | 1.37,035 (C/D1)  | 1.33,582 (KF4)  |
| 11      | Yin-Cheng Chang   | TPE  | 1.59,205 (C)  | 1.37,806 (C/D1)  | 1.53,640 (KF2)  |
| 12      | Tamas Farkas      | HUN  | 1.34,395 (D)  | 1.55,852 (C/D2)  | 1.33,101 (KF1)  |
| 13      | Michal Prokop     | CZE  | 1.36,324 (D)  | 1.38,044 (C/D1)  | 1.36,489 (KF3)  |
| 14      | Dominic Andermann | AUT  | 1.39,097 (D)  | 1.38,822 (C/D1)  | 1.39,869 (KF4)  |
| (15)    | Denis Ayrapetyan  | RUS  | 9.99,99 - (C) | 1.33,689 (C/D2)  | 1.47,810 (KF2)  |
| (16)    | Josse Antonissen  | NED  |               |                  | 9.999 dnf (KF3) |

| Meisjes |                    |      |              |                 |                 |
| #       | Naam               | Land | Finale       | Halve finale    | Kwartfinale     |
| Goud    | Shim Suk-hee       | KOR  | 1.31,661 (A) | 1.34,809 (A/B1) | 1.37,066 (KF1)  |
| Zilver  | Xu Ali             | CHN  | 1.33,351 (A) | 1.35,362 (A/B1) | 1.36,614 (KF4)  |
| Brons   | Sumire Kikuchi     | JPN  | 1.34,254 (A) | 1.35,301 (A/B2) | 1.36,670 (KF4)  |
| 04      | Nicole Martinelli  | ITA  | 1.47,451 (B) | 1.36,620 (A/B2) | 1.39,809 (KF3)  |
| 05      | Arianna Sighel     | ITA  | 2.13,756 (B) | 1.37,609 (A/B1) | 1.38,102 (KF2)  |
| (6)     | Dariya Goncharova  | KAZ  | 9.99,99- (B) | 1.36,487 (A/B1) | 1.37,822 (KF1)  |
| (7)     | Qu Chunyu          | CHN  |              | 9.99,99- (A/B2) | 1.39,607 (KF3)  |
| 08      | Anna Gamorina      | RUS  | 1.38,042 (C) | 1.44,645 (C/D2) | 1.50,594 (KF1)  |
| 09      | Yu-Tzu Lin         | TPE  | 1.39,185 (C) | 1.39,539 (C/D1) | 1.39,749 (KF4)  |
| 10      | Elisabeth Witt     | GER  | 1.40,980 (C) | 1.39,667 (C/D1) | 1.42,928 (KF3)  |
| 11      | Sarah Warren       | USA  | 1.50,026 (C) | 1.45,006 (C/D2) | 1.40,397 (KF4)  |
| 12      | Aafke Soet         | NED  | 1.40,885 (D) | 1.45,165 (C/D2) | 1.38,302 (KF2)  |
| 13      | Melanie Brantner   | AUT  | 1.46,885 (D) | 1.47,437 (C/D1) | 1.46,275 (KF2)  |
| (14)    | Timea Toth         | HUN  |              |                 | 9.999 dnf (KF3) |
| (14)    | Mariya Dolgopolova | UKR  |              |                 | 9.999 dnf (KF1) |
|         | Park Jung-hyun     | KOR  | 9.99,9YC (A) | 1.33,823 (A/B2) | 1.36,331 (KF2)  |

### Gemengde landenaflossing
Alle schaatsers mochten meedoen aan de gemengde landenaflossing. Er werden acht teams van vier shorttrackers geformeerd, een team bestond uit twee jongens en twee meisjes. Op basis van de gecombineerde uitslag van de 500 en 1000 meter werden de teams ingedeeld. De sterkste meisjes werden aan de zwakste jongens gekoppeld, enzovoorts, met als doel om gelijkwaardige teams te vormen. De wedstrijdleiding bepaalt uiteindelijk de teamsamenstelling. Tijdens de wedstrijd was de volgorde meisje, jongen, meisje, jongen. Alleen bij een val mocht hier van worden afgeweken.
De wedstrijd vond op 21 januari plaats.
| #      | Team / teamleden                                                                       | Finale        | Halve finale   |
| ------ | -------------------------------------------------------------------------------------- | ------------- | -------------- |
| Goud   | Team B KOR Park Jung-hyun CHN Lu Xiucheng CHN Xu Aili GBR Jack Burrows                 | 4.21,713 (A)  | 4.21,656 (HF2) |
| Zilver | Team F CHN Qu Chunyu CHN Xu Hongzhi UKR Mariya Dolgopolova GBR Aydin Djemal            | 4.24,665 (A)  | 4.21,227 (HF1) |
| Brons  | Team A KOR Shim Suk-hee FRA Yoann Martinez AUT Melanie Brantner RUS Denis Ayrapetyan   | 4.26,352 (A)  | 4.21,668 (HF1) |
| 4      | Team D GER Elisabeth Witt USA Thomas Insuk Hong JPN Sumire Kikuchi TPE Yin-Cheng Chang | 4.24,360 (B)  | 4.23,141 (HF1) |
| 5      | Team C ITA Nicole Martinelli ITA Milan Grugni HUN Timea Toth HUN Tamas Farkas          | 4.29,686 (B)  | 4.28,026 (HF2) |
| 6      | Team E USA Sarah Warren JPN Kei Sato TPE Yu-Tzu Lin NED Josse Antonissen               | 4.30,383 (B)  | 4.36,208 (HF2) |
| (7)    | Team H RUS Anna Gamorina KOR Lim Hyo-jun NED Aafke Soet CZE Michal Prokop              | 9.99,99 - (A) | 4.26,027 (HF2) |
| (8)    | Team G KAZ Dariya Goncharova KOR Yoon Su-min ITA Arianne Sighel AUT Dominic Andermann  | 9.99,99 - (B) | 4.22,356 (HF1) |

Alpineskiën · Biatlon · Bobsleeën · Curling · Freestyleskiën · IJshockey · Kunstrijden · Langlaufen · Noordse combinatie · Rodelen · Schaatsen · Schansspringen · Shorttrack · Skeleton · Snowboarden